# Klubowy Puchar Europy w szachach (2015)
2015 – trzydziesty pierwszy sezon Klubowego Pucharu Europy w szachach. Rozgrywki odbyły się w Skopje w dniach 18–24 października 2015 roku. Tytuł zdobył rosyjski Sibir Nowosybirsk.

## Format rozgrywek
Turniej odbywał się systemem szwajcarskim na dystansie siedmiu rund. W przypadku identycznej liczby punktów decydował system Sonneborna-Bergera, a przy dalszej równości – łączna liczba punktów uzyskanych przez zawodników.

## Uczestnicy
W nawiasie podano średni ranking Elo. Źródło: OlimpBase

- Blackthorne Russia (2334)
- Cheddleton & Leek Chess Club (2417)
- White Rose Chess Club (2297)
- Raika Rapid Feffernitz (2162)
- SC MPÖ Maria Saal (2399)
- Odlar Yurdu (2590)
- SOCAR-Azerbaijan (2771)
- K Brugse SK (2336)
- KSK 47 Eynatten (2383)
- L’Échiquier Amaytois (2281)
- AVE Nový Bor (2690)
- Brønshøj SF (2228)
- Jetsmark SK (2218)
- Aatos Helsinki (2269)
- Matinkylän SK (2204)
- Tammer-Shakki (2344)
- HMC Calder (2309)
- Leidsch SG (2441)
- SC En Passant (2236)
- Adare Chess Club (2062)
- Gonzaga Chess Club (2140)
- Beer Sheva Chess Club (2568)
- Hapoel Riszon le-Cijjon (2371)
- Expik Prisztina (2304)
- Zeqë Hasaj (1159)
- De Sprénger Echternach (2309)
- Gambit Bonnevoie (2234)
- Alkaloid Skopje (2731)
- Gambit-Aseko Skopje (2397)
- Karpoš Skopje (2041)
- MŠK Centar (2149)
- Hamburger SK (2420)
- Werder Brema (2361)
- Oslo SS (2489)
- Vålerenga SK (2437)
- GD Dias Ferreira (2310)
- Miednyj Wsadnik Petersburg (2704)
- Sibir Nowosybirsk (2752)
- SzSM Nasze Nasledije Moskwa (2668)
- Uniwersitet Biełorieczensk (2681)
- CE Genève (2374)
- SG Riehen (2434)
- SG Zürich (2526)
- SK Team Viking (2377)
- Beşiktaş JK (2290)
- Abergavenny Chess Club (2043)
- Cardigan Chess Club (1891)
- Circolo Palermitano Scacchi (2300)
- Obiettivo Risarcimento Padova (2720)
- WorldTradingLab Club 64 Modena (2457)

## Rozgrywki

### Runda 1
Źródło: OlimpBase
18 października 2015
| Tammer-Shakki – SOCAR-Azerbaijan ½:5½                          |
| Sibir Nowosybirsk – K Brugse SK 5:1                            |
| Blackthorne Russia – Alkaloid Skopje ½:5½                      |
| Obiettivo Risarcimento Padova – GD Dias Ferreira 4:2           |
| De Sprénger Echternach – Miednyj Wsadnik Petersburg ½:5½       |
| AVE Nový Bor – HMC Calder 4½:1½                                |
| Expik Prisztina – Uniwersitet Biełorieczensk 0:6               |
| SzSM Nasze Nasledije Moskwa – Circolo Palermitano Scacchi 5½:½ |
| White Rose Chess Club – Odlar Yurdu 2:4                        |
| Beer Sheva Chess Club – Beşiktaş JK 6:0                        |
| L’Échiquier Amaytois – SG Zürich 2:4                           |
| Oslo SS – Aatos Helsinki 5½:½                                  |
| SC En Passant – WorldTradingLab Club 64 Modena 2½:3½           |
| Leidsch SG – Gambit Bonnevoie 5½:½                             |
| Brønshøj SF – Vålerenga SK ½:5½                                |
| SG Riehen – Jetsmark SK 5:1                                    |
| Matinkylän SK – Hamburger SK 2½:3½                             |
| Cheddleton & Leek Chess Club – Raika Rapid Feffernitz 3:3      |
| MŠK Centar – SC MPÖ Maria Saal ½:5½                            |
| Gambit-Aseko Skopje – Gonzaga Chess Club 4½:1½                 |
| Adare Chess Club – KSK 47 Eynatten 0:6                         |
| SK Team Viking – Abergavenny Chess Club 5:1                    |
| Karpoš Skopje – CE Genève 2:4                                  |
| Hapoel Riszon le-Cijjon – Cardigan Chess Club 6:0              |
| Zeqë Hasaj – Werder Brema 0:6                                  |

### Runda 2
Źródło: OlimpBase
19 października 2015
| Werder Brema – SOCAR-Azerbaijan 1:5                               |
| SC MPÖ Maria Saal – Sibir Nowosybirsk 1:5                         |
| Alkaloid Skopje – Oslo SS 5½:½                                    |
| SG Zürich – Obiettivo Risarcimento Padova 2:4                     |
| Miednyj Wsadnik Petersburg – Leidsch SG 4:2                       |
| Gambit-Aseko Skopje – AVE Nový Bor '1½:4½                         |
| Uniwersitet Biełorieczensk – KSK 47 Eynatten 5:1                  |
| Vålerenga SK – SzSM Nasze Nasledije Moskwa ½:5½                   |
| Odlar Yurdu – CE Genève 6:0                                       |
| Hapoel Riszon le-Cijjon – Beer Sheva Chess Club 4½:1½             |
| SK Team Viking – SG Riehen 3:3                                    |
| WorldTradingLab Club 64 Modena – Cheddleton & Leek Chess Club 4:2 |
| Hamburger SK – Raika Rapid Feffernitz 5:1                         |
| Abergavenny Chess Club – Tammer-Shakki 0:6                        |
| K Brugse SK – Jetsmark SK 4:2                                     |
| Aatos Helsinki – Blackthorne Russia 2½:3½                         |
| GD Dias Ferreira – L’Échiquier Amaytois 3½:2½                     |
| Gambit Bonnevoie – De Sprénger Echternach 1½:4½                   |
| HMC Calder – Gonzaga Chess Club 5:1                               |
| Expik Prisztina – MŠK Centar 3:3                                  |
| Circolo Palermitano Scacchi – Brønshøj SF 3:3                     |
| Karpoš Skopje – White Rose Chess Club 1:5                         |
| Beşiktaş JK – Cardigan Chess Club 4½:1½                           |
| Matinkylän SK – SC En Passant 2½:3½                               |
| Zeqë Hasaj – Adare Chess Club 2½:3½                               |

### Runda 3
Źródło: OlimpBase
20 października 2015
| SOCAR-Azerbaijan – Uniwersitet Biełorieczensk 4½:1½                  |
| Sibir Nowosybirsk – SzSM Nasze Nasledije Moskwa 4:2                  |
| Odlar Yurdu – Alkaloid Skopje 2½:3½                                  |
| Obiettivo Risarcimento Padova – WorldTradingLab Club 64 Modena 4½:1½ |
| Hamburger SK – Miednyj Wsadnik Petersburg 1:5                        |
| AVE Nový Bor – Hapoel Riszon le-Cijjon 6:0                           |
| SG Riehen – Beer Sheva Chess Club 2:4                                |
| SG Zürich – SK Team Viking 4:2                                       |
| Oslo SS – K Brugse SK 4½:1½                                          |
| Leidsch SG – Blackthorne Russia 5:1                                  |
| GD Dias Ferreira – Vålerenga SK 2:4                                  |
| De Sprénger Echternach – SC MPÖ Maria Saal 2½:3½                     |
| HMC Calder – Gambit-Aseko Skopje '2:4                                |
| KSK 47 Eynatten – White Rose Chess Club 4:2                          |
| CE Genève – Beşiktaş JK 5:1                                          |
| SC En Passant – Werder Brema 2½:3½                                   |
| Tammer-Shakki – Adare Chess Club 5½:½                                |
| Cheddleton & Leek Chess Club – Brønshøj SF 4:2                       |
| Raika Rapid Feffernitz – Expik Prisztina 1:5                         |
| MŠK Centar – Circolo Palermitano Scacchi 2½:3½                       |
| Gonzaga Chess Club – L’Échiquier Amaytois 1½:4½                      |
| Abergavenny Chess Club – Aatos Helsinki 1:5                          |
| Gambit Bonnevoie – Karpoš Skopje 5:1                                 |
| Jetsmark SK – Zeqë Hasaj 5½:½                                        |
| Cardigan Chess Club – Matinkylän SK 1½:4½                            |

### Runda 4
Źródło: OlimpBase
21 października 2015
| SOCAR-Azerbaijan – Obiettivo Risarcimento Padova 4:2           |
| Miednyj Wsadnik Petersburg – Sibir Nowosybirsk 1½:4½           |
| Alkaloid Skopje – AVE Nový Bor 3½:2½                           |
| Uniwersitet Biełorieczensk – Vålerenga SK 2½:3½                |
| SzSM Nasze Nasledije Moskwa – Hamburger SK 4½:1½               |
| SC MPÖ Maria Saal – Odlar Yurdu 1½:4½                          |
| Beer Sheva Chess Club – Gambit-Aseko Skopje 4:2                |
| KSK 47 Eynatten – SG Zürich ½:5½                               |
| CE Genève – Oslo SS 2:4                                        |
| WorldTradingLab Club 64 Modena – Hapoel Riszon le-Cijjon 1½:4½ |
| Werder Brema – Leidsch SG 3½:2½                                |
| SG Riehen – Tammer-Shakki 3:3                                  |
| Expik Prisztina – Cheddleton & Leek Chess Club 2:4             |
| Circolo Palermitano Scacchi – SK Team Viking 1:5               |
| L’Échiquier Amaytois – K Brugse SK 3½:2½                       |
| Blackthorne Russia – Gambit Bonnevoie 4½:1½                    |
| Aatos Helsinki – GD Dias Ferreira 1½:4½                        |
| SC En Passant – De Sprénger Echternach 4:2                     |
| Jetsmark SK – HMC Calder '3½:2½                                |
| White Rose Chess Club – Matinkylän SK 3½:2½                    |
| Adare Chess Club – Beşiktaş JK 1:5                             |
| Brønshøj SF – Raika Rapid Feffernitz 3:3                       |
| Gonzaga Chess Club – MŠK Centar 2½:3½                          |
| Cardigan Chess Club – Abergavenny Chess Club 1½:4½             |
| Zeqë Hasaj – Karpoš Skopje 3½:2½                               |

### Runda 5
Źródło: OlimpBase
22 października 2015
| Sibir Nowosybirsk – SOCAR-Azerbaijan 3½:2½                 |
| Obiettivo Risarcimento Padova – Alkaloid Skopje 3½:2½      |
| SG Zürich – Miednyj Wsadnik Petersburg 1½:4½               |
| AVE Nový Bor – Oslo SS 6:0                                 |
| Hapoel Riszon le-Cijjon – SzSM Nasze Nasledije Moskwa ½:5½ |
| Vålerenga SK – Odlar Yurdu 2½:3½                           |
| Beer Sheva Chess Club – Werder Brema 6:0                   |
| SK Team Viking – Cheddleton & Leek Chess Club 2:4          |
| Tammer-Shakki – Uniwersitet Biełorieczensk 0:6             |
| WorldTradingLab Club 64 Modena – CE Genève 4:2             |
| Leidsch SG – GD Dias Ferreira 4½:1½                        |
| Blackthorne Russia – SG Riehen 1½:4½                       |
| Hamburger SK – White Rose Chess Club 4:2                   |
| Beşiktaş JK – SC MPÖ Maria Saal ½:5½                       |
| Gambit-Aseko Skopje – SC En Passant 4:2                    |
| L’Échiquier Amaytois – KSK 47 Eynatten 1½:4½               |
| MŠK Centar – Jetsmark SK 3:3                               |
| Circolo Palermitano Scacchi – Expik Prisztina 3½:2½        |
| K Brugse SK – Brønshøj SF 5:1                              |
| Matinkylän SK – De Sprénger Echternach 3½:2½               |
| Raika Rapid Feffernitz – HMC Calder '2:4                   |
| Adare Chess Club – Aatos Helsinki 1½:4½                    |
| Gambit Bonnevoie – Zeqë Hasaj 4½:1½                        |
| Abergavenny Chess Club – Gonzaga Chess Club 2½:3½          |
| Karpoš Skopje – Cardigan Chess Club 3:3                    |

### Runda 6
Źródło: OlimpBase
23 października 2015
| Alkaloid Skopje – Sibir Nowosybirsk 2½:3½                         |
| SOCAR-Azerbaijan – AVE Nový Bor 3½:2½                             |
| SzSM Nasze Nasledije Moskwa – Obiettivo Risarcimento Padova 2½:3½ |
| Odlar Yurdu – Miednyj Wsadnik Petersburg 1½:4½                    |
| Cheddleton & Leek Chess Club – Beer Sheva Chess Club 2½:3½        |
| Uniwersitet Biełorieczensk – SG Riehen 5:1                        |
| Hamburger SK – SG Zürich 2:4                                      |
| Oslo SS – SC MPÖ Maria Saal 1:5                                   |
| Gambit-Aseko Skopje – WorldTradingLab Club 64 Modena 1:5          |
| KSK 47 Eynatten – Leidsch SG 2½:3½                                |
| Vålerenga SK – Hapoel Riszon le-Cijjon 3½:2½                      |
| Werder Brema – SK Team Viking 2½:3½                               |
| Tammer-Shakki – Circolo Palermitano Scacchi 3½:2½                 |
| Jetsmark SK – CE Genève 1½:4½                                     |
| K Brugse SK – Blackthorne Russia 4½:1½                            |
| GD Dias Ferreira – SC En Passant 4½:1½                            |
| HMC Calder – Matinkylän SK 4:2                                    |
| White Rose Chess Club – Gambit Bonnevoie 3½:2½                    |
| Beşiktaş JK – MŠK Centar 4:2                                      |
| Aatos Helsinki – L’Échiquier Amaytois 2½:3½                       |
| De Sprénger Echternach – Expik Prisztina 2:4                      |
| Brønshøj SF – Gonzaga Chess Club 5:1                              |
| Raika Rapid Feffernitz – Adare Chess Club 5:1                     |
| Karpoš Skopje – Abergavenny Chess Club 3½:2½                      |
| Cardigan Chess Club – Zeqë Hasaj 4:2                              |

### Runda 7
Źródło: OlimpBase
24 października 2015
| Sibir Nowosybirsk – Obiettivo Risarcimento Padova 3:3             |
| Miednyj Wsadnik Petersburg – SOCAR-Azerbaijan 3:3                 |
| Beer Sheva Chess Club – Alkaloid Skopje 1½:4½                     |
| AVE Nový Bor – SG Zürich 5:1                                      |
| WorldTradingLab Club 64 Modena – Uniwersitet Biełorieczensk 2½:3½ |
| Odlar Yurdu – SzSM Nasze Nasledije Moskwa 2½:3½                   |
| Leidsch SG – Vålerenga SK 4½:1½                                   |
| SC MPÖ Maria Saal – Cheddleton & Leek Chess Club 3½:2½            |
| SK Team Viking – Tammer-Shakki 2½:3½                              |
| Oslo SS – Werder Brema 4½:1½                                      |
| SG Riehen – K Brugse SK 3½:2½                                     |
| GD Dias Ferreira – Hamburger SK 3:3                               |
| White Rose Chess Club – Gambit-Aseko Skopje 3:3                   |
| HMC Calder – KSK 47 Eynatten 2:4                                  |
| CE Genève – L’Échiquier Amaytois 3½:2½                            |
| Hapoel Riszon le-Cijjon – Beşiktaş JK 4:2                         |
| Expik Prisztina – Jetsmark SK 2½:3½                               |
| Blackthorne Russia – Circolo Palermitano Scacchi 4:2              |
| Matinkylän SK – Aatos Helsinki 3½:2½                              |
| SC En Passant – Brønshøj SF 4½:1½                                 |
| Gambit Bonnevoie – Raika Rapid Feffernitz 2:4                     |
| MŠK Centar – Karpoš Skopje 3½:2½                                  |
| De Sprénger Echternach – Cardigan Chess Club 4½:1½                |
| Gonzaga Chess Club – Zeqë Hasaj 3½:2½                             |
| Abergavenny Chess Club – Adare Chess Club 4:2                     |

## Klasyfikacja
Źródło: OlimpBase
| Msc | Zespół                         | M | W | R | P | Pkt |
| --- | ------------------------------ | - | - | - | - | --- |
| 1   | Sibir Nowosybirsk              | 7 | 6 | 1 | 0 | 13  |
| 2   | SOCAR-Azerbaijan               | 7 | 5 | 1 | 1 | 11  |
| 3   | Miednyj Wsadnik Petersburg     | 7 | 5 | 1 | 1 | 11  |
| 4   | Obiettivo Risarcimento Padova  | 7 | 5 | 1 | 1 | 11  |
| 5   | AVE Nový Bor                   | 7 | 5 | 0 | 2 | 10  |
| 6   | Alkaloid Skopje                | 7 | 5 | 0 | 2 | 10  |
| 7   | SzSM Nasze Nasledije Moskwa    | 7 | 5 | 0 | 2 | 10  |
| 8   | Uniwersitet Biełorieczensk     | 7 | 5 | 0 | 2 | 10  |
| 9   | Leidsch SG                     | 7 | 5 | 0 | 2 | 10  |
| 10  | SC MPÖ Maria Saal              | 7 | 5 | 0 | 2 | 10  |
| 11  | Beer Sheva Chess Club          | 7 | 5 | 0 | 2 | 10  |
| 12  | Tammer-Shakki                  | 7 | 4 | 1 | 2 | 9   |
| 13  | Odlar Yurdu                    | 7 | 4 | 0 | 3 | 8   |
| 14  | SG Zürich                      | 7 | 4 | 0 | 3 | 8   |
| 15  | WorldTradingLab Club 64 Modena | 7 | 4 | 0 | 3 | 8   |
| 16  | SG Riehen                      | 7 | 3 | 2 | 2 | 8   |
| 17  | Vålerenga SK                   | 7 | 4 | 0 | 3 | 8   |
| 18  | Hapoel Riszon le-Cijjon        | 7 | 4 | 0 | 3 | 8   |
| 19  | KSK 47 Eynatten                | 7 | 4 | 0 | 3 | 8   |
| 20  | CE Genève                      | 7 | 4 | 0 | 3 | 8   |
| 21  | Oslo SS                        | 7 | 4 | 0 | 3 | 8   |
| 22  | Cheddleton & Leek Chess Club   | 7 | 3 | 1 | 3 | 7   |
| 23  | SK Team Viking                 | 7 | 3 | 1 | 3 | 7   |
| 24  | Hamburger SK                   | 7 | 3 | 1 | 3 | 7   |
| 25  | GD Dias Ferreira               | 7 | 3 | 1 | 3 | 7   |
| 26  | Gambit-Aseko Skopje            | 7 | 3 | 1 | 3 | 7   |
| 27  | White Rose Chess Club          | 7 | 3 | 1 | 3 | 7   |
| 28  | Jetsmark SK                    | 7 | 3 | 1 | 3 | 7   |
| 29  | K Brugse SK                    | 7 | 3 | 0 | 4 | 6   |
| 30  | HMC Calder                     | 7 | 3 | 0 | 4 | 6   |
| 31  | L’Échiquier Amaytois           | 7 | 3 | 0 | 4 | 6   |
| 32  | Werder Brema                   | 7 | 3 | 0 | 4 | 6   |
| 33  | Matinkylän SK                  | 7 | 3 | 0 | 4 | 6   |
| 34  | MŠK Centar                     | 7 | 2 | 2 | 3 | 6   |
| 35  | Raika Rapid Feffernitz         | 7 | 2 | 2 | 3 | 6   |
| 36  | Brønshøj SF                    | 7 | 2 | 2 | 3 | 6   |
| 37  | Blackthorne Russia             | 7 | 3 | 0 | 4 | 6   |
| 38  | Beşiktaş JK                    | 7 | 3 | 0 | 4 | 6   |
| 39  | Expik Prisztina                | 7 | 2 | 1 | 4 | 5   |
| 40  | Circolo Palermitano Scacchi    | 7 | 2 | 1 | 4 | 5   |
| 41  | SC En Passant                  | 7 | 2 | 0 | 5 | 4   |
| 42  | De Sprénger Echternach         | 7 | 2 | 0 | 5 | 4   |
| 43  | Aatos Helsinki                 | 7 | 2 | 0 | 5 | 4   |
| 44  | Gambit Bonnevoie               | 7 | 2 | 0 | 5 | 4   |
| 45  | Gonzaga Chess Club             | 7 | 2 | 0 | 5 | 4   |
| 46  | Abergavenny Chess Club         | 7 | 2 | 0 | 5 | 4   |
| 47  | Karpoš Skopje                  | 7 | 1 | 1 | 5 | 3   |
| 48  | Cardigan Chess Club            | 7 | 1 | 1 | 5 | 3   |
| 49  | Zeqë Hasaj                     | 7 | 1 | 0 | 6 | 2   |
| 50  | Adare Chess Club               | 7 | 1 | 0 | 6 | 2   |